# 나가야마 켄토
나가야마 겐토(永山 絢斗, 1989년 3월 7일 ~)는 일본의 배우이다. 도쿄도 이타바시구 출신이며, 소속사는 파파도이다. 형은 배우인 에이타이며, 기무라 카에라는 형수이다.
2007년 드라마 《할아버지 선생님》으로 데뷔했으며, 2010년 영화 《소프트 보이》로 영화 첫 주연을 맡으며 일본 아카데미상 신인상을 받았다.

## 출연 작품

### 드라마
- 2007년: 《할아버지 선생님》
- 2008년: 《퍼즐》
- 2008년: 《연공》 카토 타츠야 역
- 2009년: 《우리집 남자》
- 2010년: 《여름의 사랑은 무지개색으로 빛난다》
- 2010년: 《오사카 러브 & 소울》
- 2011년: 《햇님》
- 2011년: 《아스코마치~아스카 공업 고교 이야기~》 타케우치 카즈야 역
- 2011년: 《란마 ½》 쿠노 타테와키 역
- 2012년: 《연애 니트》
- 2013년: 여자와 남자의 열대
- 2013년: 유리의 집 (NHK)
- 2014년: 모자이크 재팬 (WOWOW TV)
- 2014년: 성녀 (NHK)
- 2014년: 미안해 청춘! (2014년 10월 12일 ~ 12월, TBS) - 츠타야 사토시 역
- 2015년: 64 (NHK)
- 2015년: 이치로 (NHK)
- 2016년: 중쇄를 찍자 (TBS) - 나카타 하쿠 역
- 2016년: 콜드케이스~ 진실의 문 (WOWOW TV)

### 영화
- 2008년: 《플레이 플레이 소녀》 야마모토 류타로 역
- 2009년: 《죄와 벌》
- 2009년: 《라이어 게임: 더 파이널 스테이지》
- 2010년: 《소라닌》 오오하시 역
- 2010년: 《소프트 보이》
- 2010년: 《마더 워터》
- 2010년: 《악인》
- 2011년: 《하드 로맨티커》
- 2012년: 아이엠 플래시
- 2012년: 파이카시 남해전략
- 2012년: 욕망의 코스프레
- 2013년: 짚의 방패
- 2013년: 모두 안녕히
- 2014년: 클로우즈 익스플로드
- 2014년: 클로버
- 2015년: 언페어 디엔드
- 2022년: 러브 라이프 - 지르 역
- 2023년: 도쿄 리벤저스 2 피의 할로윈편 운명 - 바지 케이스케 역
- 2023년: 크레이지 크루즈 - 이부키 신티로 역